# Ашурубалит I
Ашурубалит I (или Асурубалит) је био краљ Асирије (1365—1330 или 1353-1318. п. н. е.). Након победе над Шутарном II, Асирија је постала потпуно независна од краљевине Митани. Тај период означава појаву Асирије као моћног царства. Асирија је започела прву интервенцију у Вавилону, у коме се појавио неред након смрти каситског краља Бурнабуриаша II. Ашурубалит је поставио Куригалзу II на вавилонски трон.

## Писма из Амарне
Амарна писма представљају серију дипломатских писама, које су различити средњоисточни владари слали египатским фараонима Аменхотепу III и Акхенатену. Два писма су била од Ашурубалита I. У њима он наводи Ашурнадинахеа II као свог оца, а не правог оца Ерибаадада I. То је неке научнике, критичаре уобичајене египатске хронологије навело да тврде да Ашурубалит из тих писама није Ашурубалит I. Међутим постоје случајеви када су владари тога доба своје претходнике називали очевима, иако им нису били прави очеви. Ашурубалит I се у писму вероватно позивао на једног од својих претходника, који су се за разлику од његовог правог оца дописивали са фараонима.

## Ратови у Вавилону
Када је успоставио јако Асирско царство, Ашурубалит је започео контакте са великим државама. Његова порука египатском фараону разљутила је краља Вавилона Бурнабуриаша II. Бурнабуриаш II је писао фараону 
што се тиче мојих асирских вазала, ја их нисам вама послао. Зашто су отишли у вашу земљу без одговарајућег одобрења? Ако сте ми лојални они неће моћи ништа да преговарају. Пошаљи их мени празних руку.
Ипак Вавилон није могао дуго негирати моћ Асирије, тако да се чак Бурнабуриаш II оженио ћерком асиријског краља. Њега је наследио син из тога брака, престолонаследник Карахардаш. У Вавилону је избила побуна, јер су Асирци били неомиљени и народ Вавилоније није желео краља делимично асиријског порекла. Ашурубалит I се умешао, јер није могао дозволити да његов унук буде свргнут са трона Вавилона. Извршио је инвазију. Ипак, током побуне Ашурубалиту I су убили унука Карахардаша. Асирци су на трон поставили извесног Куригалзу II, који је можда био Бурнабуриашев син или унук. Асирци су се надали да ће владати Вавилонијом као марионетском државом. Међутим Куригалза није слушао Асирце, него је напао Асирију. Ашурубалит је једва зауставио вавилонску инвазију у Сугагу, не тако далеко од престонице Ашура.